# Univerzální motor
Univerzální motor je v elektrotechnice typ elektromotoru, který může být napájen střídavým i stejnosměrným proudem bez dalších změn. Jedná se obvykle o sériový komutátorový motor. Rozdíl mezi stejnosměrným a univerzálním motorem je jen v tom, že univerzální motor má vždy magnetický obvod buzení z tzv. dynamoplechů tj. transformátorových plechů. Dynamoplech je magneticky měkký feromagnetický plech, pokrytý alespoň z jedné strany elektricky nevodivou hmotou. Stejnosměrný motor může mít magnetický obvod buzení z jednoho kusu opracovaného odlitku.

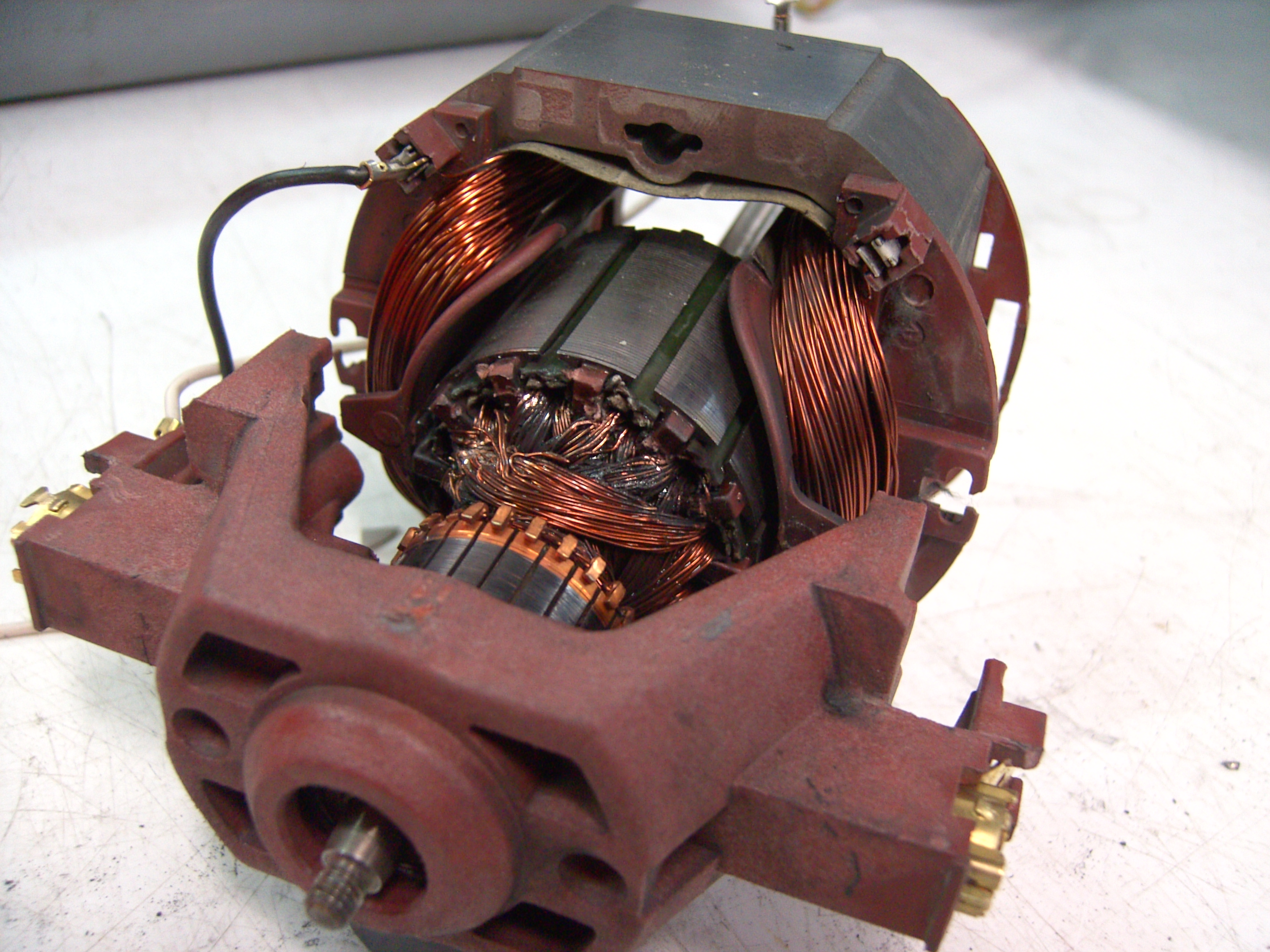
Moderní laciný univerzální motor z vysavače. V zadní části je vidět cívky vinutí statoru na pólových nástavcích, mezi kterými je rotor. V přední části je nosník, uvnitř kterého jsou ze stran uhlíky a mezi nimi na hřídeli rotoru je komutátor.

Schéma možného zapojení univerzálního motoru. Cívky označené E1 - F1 a E2 - F2 jsou budicí vinutí statoru. Vlevo jsou napájecí svorky motoru. Napájení stejnosměrným nebo střídavým proudem.

Zástupné schéma univerzálního motoru.

Univerzální motor je využíván většinou pro pohon drobných ručních strojů a přenosných spotřebičů, jako je vysavač, mixér, vrtačka a podobně. Stator je elektromagnetem z cívek, které bývají velmi často zapojeny v sérii s cívkami v rotoru přes komutátor.
Univerzální i stejnosměrný sériový motor má vysoký spouštěcí točivý moment. Je používán i jako startér pro spalovací motor. Po odlehčení může běžet ve vysokých otáčkách, které mohou způsobit i mechanickoou destrukci motoru. Je lehký a kompaktní. Otáčky sériového motoru lze zvyšovat odbuzením odbočkami v cívkách (tzv. šuntováním), současně dojde ke snížení kroutícího momentu na hřídeli. Velikostí napájecího napětí motoru je možno otáčky i snižovat. Kvůli použití komutátoru je však univerzální motor hlučnější. Při komutaci proudu kotvy vzniká elektromagnetické rušení, které je nutno odrušit. Směr otáčení u běžných sériových motorů bývá pevně nastaven, bez možnosti reverzace. Revezace je možná vzájemnou záměnou napájecích vodičů jen kotvy, nebo jen buzení. Univerzální sériový motor nebývá určen k dlouhodobému provozu a není vyráběn pro vyšší výkony. Komutátor a uhlíky vyžadují občasnou kontrolu a údržbu.